# Jan Van den Eeden
Jan Van den Eeden, fr. Jean-Baptiste van den Eeden (ur. 26 grudnia 1842 w Gandawie, zm. 4 kwietnia 1917 w Mons) – belgijski kompozytor.

## Życiorys
Uczył się w konserwatoriach w Gandawie u Charles’a Miry’ego oraz w Brukseli u François-Josepha Fétisa. Studia ukończył w 1869 roku, uzyskując Prix de Rome za kantatę Faust’s laatste Nacht. Odbył 4-letnią podróż po Francji, Niemczech, Austrii i Włoszech. W 1878 roku został dyrektorem szkoły muzycznej w Mons, w 1884 roku przekształconej w konserwatorium.
Początkowo pozostawał pod wpływem Richarda Wagnera i weryzmu, stopniowo wypracowując własny styl. Był jednym z reprezentantów belgijskiej szkoły narodowej, w swoich utworach sięgał do tekstów flamandzkich i tematyki historycznej.

## Wybrane kompozycje
(na podstawie materiałów źródłowych)

### Utwory orkiestrowe
- poemat symfoniczny De Geuzenstrijd der XVIe eeuw (1876)
- Marche des esclaves

### Oratoria
- Jacob van Artevelde (1865)
- Jacoba van Beieren (1865)
- Het laatste oordel (1867)
- Brutus (1874)
- En mer (1886)
- Roland de Lassus (1894)

### Kantaty
- Het Woud
- De Wind

### Opery
- Numance (wyst. Antwerpia 1897)
- Rhena (wyst. Bruksela 1912)